# 尼亞拉 (內華達州)
尼亞拉（英語：Nyala）是位於美國內華達州奈縣的鬼鎮。

## 歷史
尼亞拉的郵局於1914年設立，1918年關閉後又於翌年重啟，最終於1936年停運。

## 地理
尼亞拉所處的海拔為高於海平面1467米（即4813英呎），而該地所採用的時區為UTC-8，即太平洋时区（PST）。同時該地設有夏令時間，為UTC-8調快一小時，即UTC-7（PDT）。